# Vânătorii de zmeie
Vânătorii de zmeie (în engleză The Kite Runner) este primul roman al autorului afgan-american Khaled Hosseini. Publicat în 2003 de Riverhead Books, romanul prezintă povestea lui Amir, un băiat din districtul Wazir Akbar Khan din Kabul. Acțiunea se derulează pe fundalul unor evenimente tumultuoase, de la căderea monarhiei Afganistanului până la invazia sovietică, exodul refugiaților afgani în Pakistan și Statele Unite și ascensiunea regimului taliban.
Hosseini a descris Vânătorii de zmeie drept o poveste despre relația tată-fiu, cu accentul pe aspectele familiale ale narațiunii, element pe care l-a folosit și în cele mai recente lucrări. Temele predominante ale romanului sunt vina și ispășirea, cu scena centrală a agresiunii sexuale asupra lui Hassan, prietenul lui Amir, pe care acesta nu reușește să o împiedice și care semnifică și sfârșitul prieteniei lor. În continuare, povestea dezvăluie eforturile lui Amir de a-și răscumpăra vina prin salvarea fiului lui Hassan după douăzeci de ani.
Vânătorii de zmeie a devenit bestseller după ce a fost tipărită versiunea cu copertă broșată. S-a menținut pe lista The New York Times Best Seller timp de mai bine de doi ani, cu peste șapte milioane de exemplare vândute în SUA. Reacțiile critice au fost, în general, pozitive, deși cartea a stârnit controverse în Afghanistan prin temele abordate. După publicare, s-au realizat o serie de adaptări, printre care un film omonim în 2007, mai multe piese de teatru și un roman grafic. Romanul este disponibil și în varianta audiobook, în lectura autorului.

## Rezumat

### Partea I

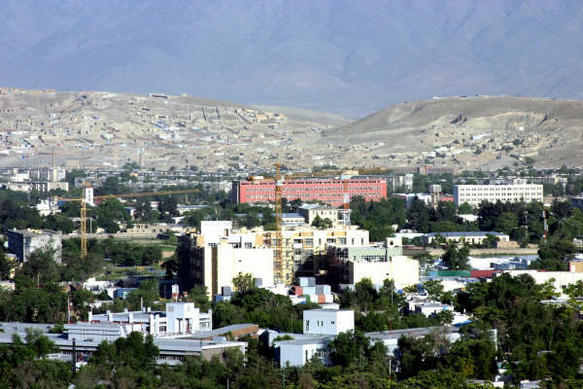
Cartierul Wazir Akbar Khan, unde se petrece acțiunea din prima parte a romanului

Protagoniștii romanului sunt Amir, un băiat paștun înstărit, și Hassan, un băiat hazara⁠(d), fiul lui Ali, care este servitorul tatălui lui Amir. Cei doi băieți se joacă cu zmeiele lor în Kabul, cândva un orășel pașnic. Zmeiele simbolizau evadarea lor din groaznica realitate. Hassan este un foarte bun alergător după zmeie, își dă seama unde va ateriza zmeul fără măcar să-l urmărească. Ambii copii sunt orfani de mamă: mama lui Amir a murit la naștere, în timp ce Sanaubar, mama lui Hassan, l-a părăsit. Tatăl lui Amir, un negustor bogat căruia băiatul îi spune Baba, îi îndrăgește pe amândoi și are întotdeauna grijă să le cumpere aceleași lucruri și să nu facă diferențe între ei, ba chiar plătește o intervenție chirurgicală pentru a corecta buza de iepure a lui Hassan. Pe de altă parte, Baba îl critică deseori pe Amir pentru că este slab și lipsit de curaj, îl și amenință cu pedeapsă corporală atunci când acesta se plânge de Hassan. Amir descoperă o figură paternă mai blândă în Ramin Khan, cel mai bun prieten al tatălui său. Acesta îl înțelege și îi încurajează pasiunea pentru scris, disprețuită de Baba, pentru care scrisul este o îndeletnicire de femeie. Odată, Amir, așezat în poala tatălui său, într-un rar moment de afecțiune, îl întreabă de ce bea, de vreme ce în islam alcoolul este interzis. Baba îi răspunde că oamenii religioși sunt ipocriți și că singurul păcat este hoția, care poate lua multe forme, dintre care cea mai gravă este relația amoroasă.
Assef, un băiat mai mare, cu o plăcere sadică pentru violență, îl tachinează mereu pe Amir pentru că vorbește cu oamenii din grupul etnic hazara, care, după părerea lui, ar trebui să stea doar în regiunea Hazarajat. Assef nu este decât pe jumătate paștun, mama lui fiind germană. Într-o zi, vrea să-l atace pe Amir cu un box, însă Hassan sare în apărarea prietenului său și îl amenință pe Assef că îi va scoate ochiul cu praștia. Furios, Assef pleacă, dar jură că se va răzbuna.
Într-o zi, Amir câștigă turneul local de ridicat zmeie, iar cea mai mare bucurie pentru el este aprecierea lui Baba. Hassan fuge să prindă ultimul zmeu înălțat, strigând lui Amir: „Pentru tine de o mie de ori!” Însă, după ce găsește zmeul, se întâlnește cu Assef pe o alee dosnică. Hassan nu vrea să-i dea zmeul, iar Assef îl umilește și il atacă fizic și sexual. Deși este martor, lui Amir îi este teamă să intervină și fuge, gândindu-se că Baba nu va mai fi mândru de el dacă nu aduce zmeul acasă. Sentimentul de vină pentru lașitatea lui este copleșitor, dar nu spune nimic, pentru a nu pierde afecțiunea lui Baba. După această întâmplare, Amir se îndepărtează tot mai mult de Hassan, în timp ce acesta tot încearcă să se apropie de el, în ciuda faptului că starea lui fizică și psihică se deteriorează tot mai mult.
Amir începe să creadă că viața lui ar fi mai ușoară fără Hassan în preajmă, așa că pune la cale un plan pentru a-l defăima în fața lui Baba. El ascunde bani și un ceas sub salteaua lui Hassan. Băiatul nu neagă acuzațiile false, deși se știe nevinovat, și, chiar dacă pentru Baba furtul e cea mai mare ticăloșie, îl iartă. Spre disperarea lui Baba, Hassan și tatăl lui pleacă oricum, căci Hassan îi mărturisise acestuia ce i se întâmplase. În sfârșit, Amir este eliberat de povara lașității și trădării sale, dar sentimentul de vinovăție îl apasă în continuare.

### Partea a II-a
Cinci ani mai târziu, în 1979, URSS atacă Afganistanul, iar Baba și Amir reușesc să fugă în Peshawar, Pakistan, apoi în Fremont, California, unde se stabilesc într-un apartament dărăpănat. Baba își găsește de lucru la o benzinărie, acum nu mai este respectat în țara străină și își pierde averea și statutul social. După absolvirea liceului, Amir se înscrie la Universitatea de Stat din San Jose pentru a-și urma visul de a deveni scriitor. În fiecare duminică, el și Baba vând vechituri la un târg din San Jose. Acolo, Amir o întâlnește pe Soraya Taheri, refugiată și ea împreună cu familia ei. Baba este diagnosticat cu cancer în fază terminală, dar îi mai îndeplinește o ultimă dorință fiului său: o pețește pe Soraya de la tatăl ei pentru Amir. Acesta e de acord și cei doi tineri se căsătoresc. Nu după mult, Baba moare împăcat. Deși au o căsnicie fericită, Amir și Soraya sunt triști pentru că nu pot avea copii.
Amir începe o carieră prosperă de romancier. După cincisprezece ani de la nuntă, primește un telefon de la Rahim Khan. Acesta, pe moarte, îl roagă pe Amir să îl viziteze în Peshawar. Mesajul lui pentru Amir este: „Există o cale ca tu să fii bun din nou”.

### Partea a III-a
Amir află de la Rahim Khan că și Hassan și Ali au murit. Ali a fost ucis de o mină de teren, iar Hassan și soția lui Farzana au pierit uciși de talibani, pentru că nu le-au permis să confiște casa lui Baba din Kabul. Tot Ramir îi mărturisește că Ali era steril, deci nu era tatăl biologic al lui Hassan, care, de fapt, era fiul lui Baba și al lui Sanaubar, prin urmare fratele vitreg al lui Amir. Înainte de a muri, Ramir îi spune motivul pentru care l-a chemat la el: fiul lui Hassan, Sohrab, se află într-un orfelinat din Kabul și îl roagă să-l găsească și să-l salveze.
Amir îl caută pe Sohrab, împreună cu Farid, un taximetrist afgan, veteran al războiului cu rușii din Afganistan. Cei doi merg la un orfelinat pentru a-l găsi pe Sohrab, însă directorul le spune că, din când în când, îi vizitează un lider taliban care le dă bani și ia cu el o fată din orfelinat. Rareori, alege un băiat, așa cum s-a întâmplat acum cu Sohrab. De asemenea, le spune cum să dea de acel taliban, iar Farid aranjează o întâlnire în casa acestuia, sub pretextul unor „treburi personale”.
Amir află astfel că liderul taliban este însuși Assef. El l-a luat pe Sohrab și îl ține în casa lui să fie bacha bazi. Assef se învoiește să îl elibereze dacă Amir reușește să scape cu viață din cameră. Apoi îl bate cu bestialitate pe Amir cu boxul lui, îi rupe mai multe oase și îi sparge buza. Sohrab trage cu praștia în ochiul stâng al lui Assef și îl salvează pe Amir, îndeplinind astfel amenințarea de demult a lui Hassan. Ajutat de Sohrab, Amir scapă cu viață din casa lui Assef, leșină și se trezește la spital.
Amir îi spune lui Sohrab planurile sale de a-l lua cu el în SUA și poate chiar să-l adopte. Autoritățile americane solicită acte doveditoare pentru statutul de orfan al lui Sohrab. Când Amir îi spune băiatului că va trebui să mai stea o perioadă la alt orfelinat până lămurește situația, acesta este îngrozit și încearcă să se sinucidă tăindu-și venele. Până la urmă, ajutat de Soraya, Amir reușește să-l aducă în SUA. După ce este adoptat de Amir și Soraya, Sohrab refuză să comunice cu ei, singurul mod în care Amir îl face să reacționeze este înălțarea zmeului și amintirea despre șmecheriile lui Hassan. El îl ajută pe Sohrab să câștige prima lui întrecere cu zmeie. Un zâmbet vag schițat este singura răsplată de la Sohrab, în timp ce Amir înalță zmeul și strigă: „Pentru tine de o mie de ori!”, asemenea lui Hassan cu mult timp în urmă.

## Scriere și publicare

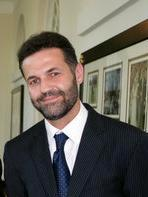
Khaled Hosseini în 2007

Înainte de a publica Vânătorii de zmeie, Khaled Hosseini a lucrat ca medic internist la Kaiser Hospital din Mountain View, California. În 1999, Hosseini a aflat la știri că talibanii au interzis zborul zmeielor în Afganistan, ceea ce i s-a părut un act de cruzime, având în vedere faptul că el însuși a crescut în Afganistan și a practicat acest sport. S-a simțit motivat să scrie o poveste de 25 de pagini despre doi băieți care se joacă cu zmeiele lor în Kabul. A trimis exemplare către Esquire și The New Yorker, însă a fost refuzat. În martie 2001, a dat peste acest manuscris pe când făcea ordine în garaj și, la sugestia unui prieten, a decis să îl dezvolte într-un roman. Hosseini însuși a afirmat că narațiunea a devenit „mai întunecată” decât intenționase. Editorul său, Cindy Spiegel, „l-a ajutat să reformuleze ultima treime a manuscrisului”, ceea ce, potrivit acesteia, este relativ obișnuit în cazul unui roman de debut.
La fel cum se întâmplă și în romanele ulterioare ale lui Hosseini, Vânătorul de zmeie descrie relația dintre părinți și copii pe parcursul mai multor generații. Hosseini, deși nu și-a propus această temă, a devenit tot mai interesat pe măsură ce scria. La un moment dat, a mărturisit că deseori îi veneau în minte noi scene pentru roman dacă le desena. De exemplu, așa au apărut Amir și Hassan ca frați, dintr-o schiță desenată.
Ca și Amir, protagonistul romanului, Hosseini s-a născut în Afganistan și a părăsit țara în tinerețe, fără a mai reveni până în 2003. De aceea a fost frecvent întrebat despre latura autobiografică a cărții sale, pe care nu a negat-o, dar nici nu a recunoscut-o în totalitate, făcând totul mai interesant pentru cititorii săi. Hosseini a părăsit Afganistanul în timpul invaziei sovietice (1979-1989), ceea ce i-a provocat un sentiment de vină a supraviețuitorului, ori de câte ori citea informații despre Afganistan se simțea vinovat că prietenii lui au rămas acolo și trec prin momente grele. Un astfel de incident este prezentat și în Vânătorii de zmeie, prietenul său din copilărie, alături de care înălța zmeie, a murit într-o autocisternă pe când încerca să fugă din țară. Cu toate acestea, el susține că intriga romanului este fictivă. Mai târziu, pe când lucra la cel de-al doilea roman, Splendida cetate a celor o mie de sori, Hosseini s-a bucurat că personajele principale erau femei, astfel el era eliberat de supoziția autobiografică.
Riverhead Books a publicat Vânătorii de zmeie și a comandat inițial un tiraj de 50.000 de exemplare cartonate. Romanul a fost lansat pe 29 mai 2003, iar ediția paperback un an mai târziu. Publicat inițial în engleză, romanul a fost tradus ulterior în 42 de limbi pentru a fi publicat în 38 de țări. În 2013, Riverhead a lansat ediția aniversară de zece ani, cu prefața scrisă de Hosseini. În același an, pe 21 mai, Khaled Hosseini a publicat o altă carte numită Și munții au ecou.

## Receptare critică

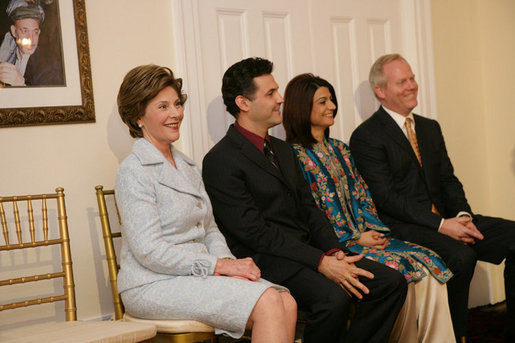
Laura Bush alături de Khaled Hosseini (primii doi din stânga)

În primii doi ani de la publicare, s-au vândut peste 70.000 de exemplare cartonate și 1.250.000 de exemplare broșate. Deși cartea în varianta cartonată s-a vândut relativ bine, cifrele au crescut odată cu ediția broșată din 2004. A fost menționată pe diverse liste bestseller începând cu septembrie 2004, iar în martie 2005 a fost inclusă și în Lista The New York Times Best Seller, unde s-a menținut timp de doi ani. În 2013, când Hosseini a publicat cel de-al treilea roman al său, deja se vânduseră peste 7 milioane de exemplare în SUA. Vânătorii de zmeie a primit Boeke Prize, un premiu literar acordat în Africa de Sud, în 2004. A fost votată Cartea anului de către Reading Group în 2006 și 2007 și s-a aflat printre primele pe o listă de 60 de propuneri pentru premiul acordat de Penguin/Orange Reading Group (Marea Britanie).
Recenziile criticilor literari au fost pozitive, însă romanul a stârnit controverse. Erika Milvy de la Salon îl descrie drept „frumos scris, surprinzător și sfâșietor”. Potrivit articolului scris de Tony Sims pentru Wired Magazine, romanul „dezvăluie frumusețea și agonia unei națiuni chinuite”, prin felul în care redă povestea unei prietenii puțin probabile între doi băieți ce provin din medii sociale total opuse, precum și a relației tată-fiu, care, deși marcată de carențe emoționale, rezistă în timp.Amelia Hill de la The Observer a afirmat că „este primul roman zguduitor al lui Khaled Hosseini”, care te răvășește și în același timp te inspiră să mergi mai departe. O recenzie asemănătoare a fost scrisă în Publishers Weekly. Vânătorii de zmeie este o poveste pur și simplu excelentă, bazată, în mare parte, pe o lume pe care abia începem să o cunoaștem, cu o narațiune bine scrisă. Laura Bush, fostă primă doamnă a SUA, a numit cartea „cu adevărat minunată”.
De altă părere a fost Meghan O'Rouke, critic cultural și editor consultativ al Slate Magazine, care a catalogat romanul drept o lucrare mediocră, care încearcă să ofere în același timp un portret informativ la scară mare și o dramă a ispășirii la scară mică, însă această alegorie terapeutică a vindecării nu face decât să submineze ambițiile realiste ale narațiunii. Oamenii își trăiesc viața în contextul lor cultural, iar Hosseini nu încearcă să transforme Afganistanul într-un loc exotic și îndepărtat, ci se străduiește să facă romanul accesibil cititorului american, atât de mult încât, în cele din urmă, poate părea oarecum dificil să ne gândim ce îi diferențiază pe afgani de americani.
Sarah Smith de la The Guardian a afirmat că deși începe promițător, romanul dezamăgește pe parcurs. Potrivit articolului său, Hosseini s-a concentrat prea mult pe izbăvirea protagonistului în partea a treia, încât a creat un număr mult prea mare de coincidențe deloc realiste pentru ca Amir să-și poată repara greșelile din trecut.

## Adaptare

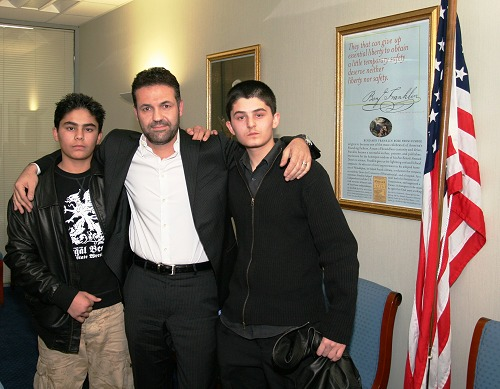
Khaled Hosseini împreună cu actorii din rolurile principale

După patru ani de la publicare, Vânătorii de zmeie a fost adaptat cinematografic, rolurile principale fiind interpretate de Khalid Abdalla (Amir), Homayoun Ershadi (Baba) și Ahmad Khan Mahmoodzada (Hassan). Filmul a fost controversat încă de la lansare. Deși fusese programată pentru luna noiembrie 2007, premiera s-a amânat cu șase săptămâni, deoarece copiii afgani care au jucat în film primiseră amenințări cu moartea și s-au luat măsurile necesare pentru siguranța lor. Filmul, regizat de Marc Forster, după un scenariu de David Benioff, a câștigat numeroase premii și a fost nominalizat la Premiile Oscar, Premiile BAFTA și Premiul Asociației Criticilor de Film în 2008. Recenziile au fost în general pozitive, însă filmul a provocat indignare în Afganistan din cauza scenelor de violență sexuală și a prezentării conflictelor etnice, în special grupul etnic hazara s-a simțit ofensat. Hosseini a fost surprins de amploarea controversei cauzate de scena violului lui Hassan și a declarat că studiourile de filmare nu ar fi distribuit actori afgani în roluri, dacă ar fi știut că, făcând asta, le primejduiesc viața. El a considerat scena necesară pentru a menține integritatea narațiunii, întrucât doar agresiunea fizică nu ar fi afectat publicul atât de mult.